# Oldsmobile Intrigue
Oldsmobile Intrigue – samochód osobowy klasy wyższej produkowany pod amerykańską marką Oldsmobile w latach 1997 – 2002.

## Historia i opis modelu

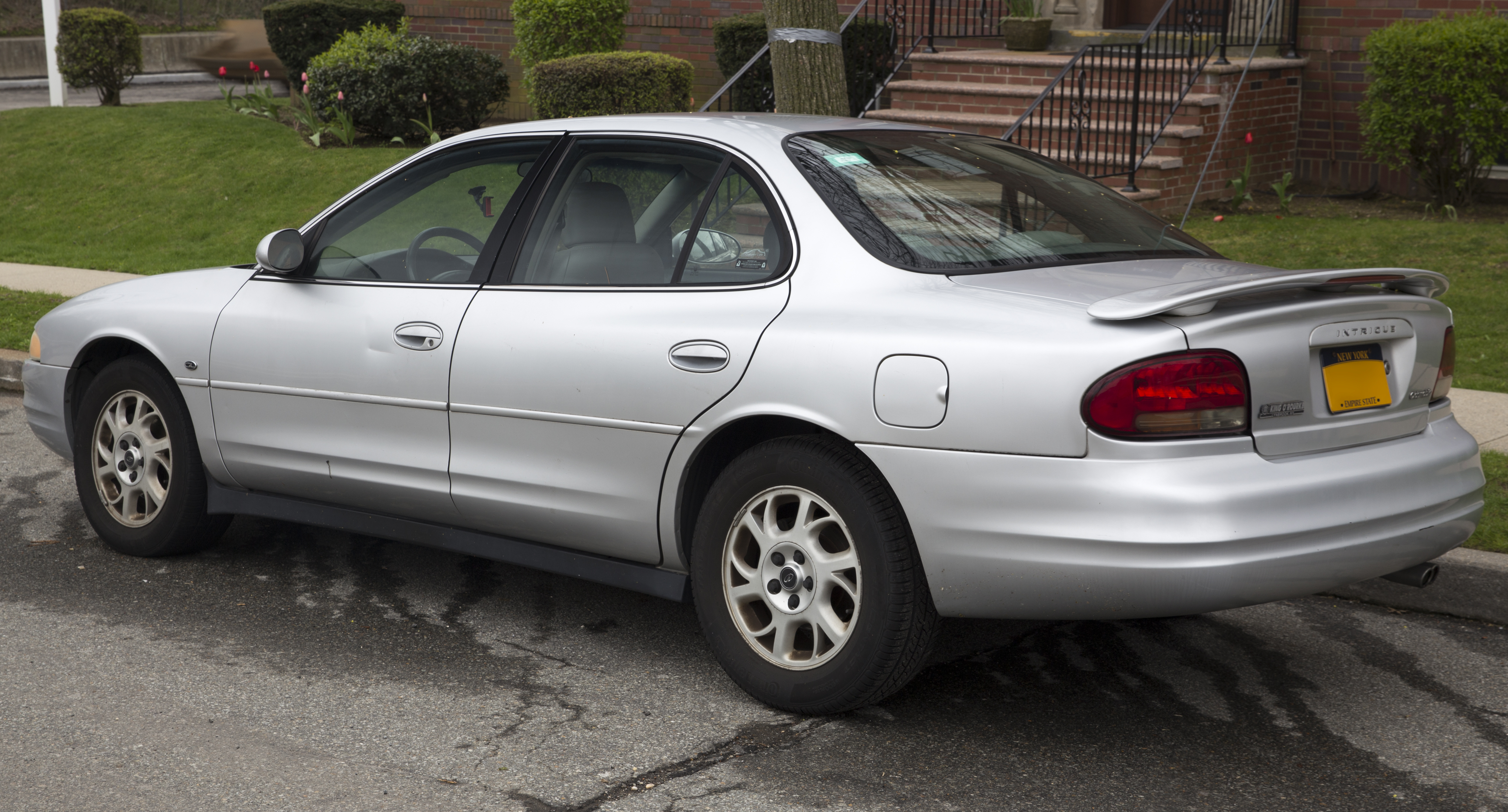
Oldsmobile Intrigue - tył

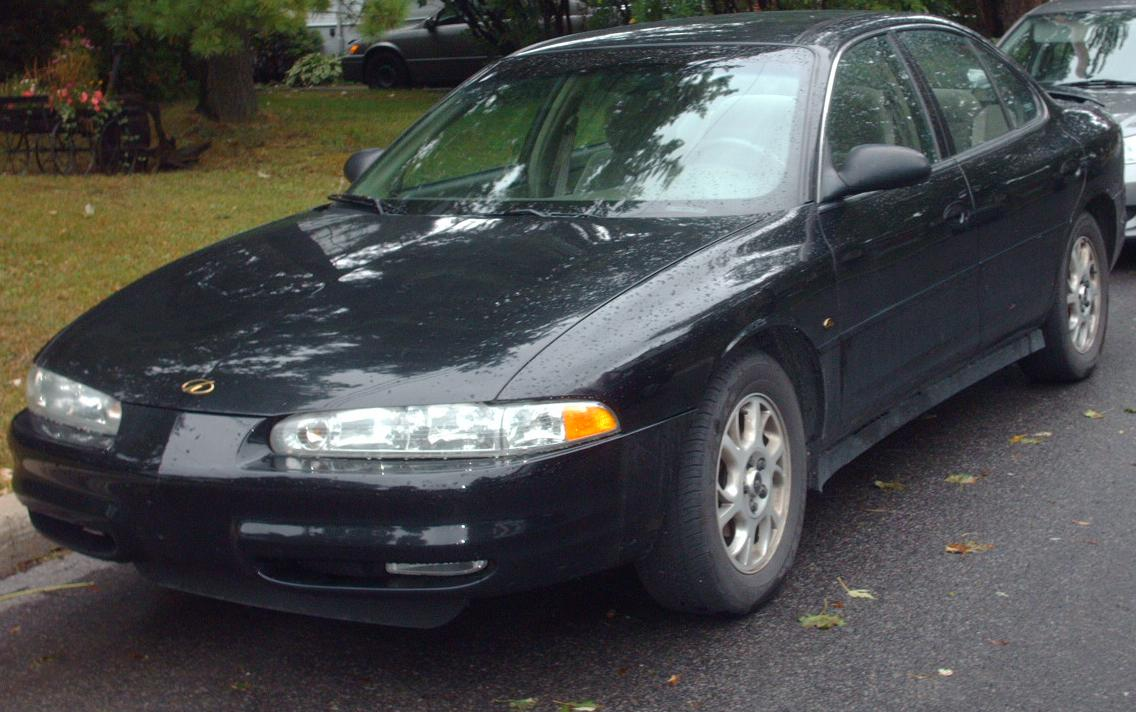
Oldsmobile Intrigue GLS

W połowie lat 90. XX wieku Oldsmobile rozpoczęło pracę nad nowym modelem klasy wyższej, który powstał w ramach koncernu General Motors we współpracy z markami Buick i Pontiac na bazie drugiej generacji platformy W-body.
Oldsmobile Intrigue zastąpiło dwa, oferowane dotychczas, średniej wielkości konstrukcje - model Cutlass Ciera oraz Cutlass Supreme.
Charakterystycznymi cechami wyglądu Instrigue były wąskie, podłużne reflektory dominujące pas przedni, a także niewielki, ulokowany przy krawędzi zderzaka wlot powietrza. Produkcja Oldsmobile Intrigue trwała do czerwca 2002 roku, po czym producent wycofał ten model z produkcji bez następcy.

### Wersje wyposażeniowe
- GX
- GL
- GLS

### Silniki
- V6 3.5l DOHC
- V6 3.8l OHV

### Dane techniczne
- V6 3,8 l (3791 cm³), 2 zawory na cylinder, OHV
- Układ zasilania: wtrysk EFi
- Średnica × skok tłoka: 96,50 mm × 86,40 mm
- Stopień sprężania: 9,4:1
- Moc maksymalna: 198 KM (145,4 kW) przy 5200 obr./min
- Maksymalny moment obrotowy: 298 N•m przy 4000 obr./min
- Przyspieszenie 0-100 km/h: 8,0 s
- Prędkość maksymalna: 203 km/h